# Обухова, Галина Николаевна
Галина Николаевна Обухова (6 марта 1927 — 1 сентября 2014) — передовик советского сельского хозяйства, заведующая фермой колхоза «Рассвет» Советского района Марийской АССР, Герой Социалистического Труда (1966).

## Биография
Родилась в 1927 году в деревне Ивакнур, ныне Марий Эл в крестьянской марийской семье.
В 1939 году вся семья переехала в село Вятское Советского района. Окончив семь классов школы, начала работать в полеводческой бригаде местного колхоза «Новый путь». Позже возглавила молодёжно-коммунистическую бригаду.
В 1943 году была направлена на работы на оборонный завод в Йошкар-Олу. В 1944 году окончила фабрично-заводскую школу.
В 1947 году вернулась в село Вятское. Вышла замуж, и стала трудиться свинаркой. Уже через год она стала передовиком производства. В 1950 году ей доверили возглавлять свиноводческую ферму.
С 1963 года она является заведующей Афанассолинской молочно-товарной фермы колхоза «Рассвет». Под её руководством увеличились производственные показатели. Надои молока стали больше. По итогам седьмой пятилетки колхоз был передовиком в вопросах животноводства.
Указом Президиума Верховного Совета СССР от 22 марта 1966 года за получение высоких результатов в сельском хозяйстве и рекордные показатели в животноводстве Галине Николаевне Обуховой было присвоено звание Героя Социалистического Труда с вручением ордена Ленина и медали "Серп и Молот.
Продолжала и дальше трудиться в сельском хозяйстве. Ушла на заслуженный отдых в 1978 году.
Проживала в Советском районе Марий Эл. Умерла 1 сентября 2014 года.

## Награды
За трудовые успехи была удостоена:
- золотая звезда «Серп и Молот» (22.03.1966)
- орден Ленина (22.03.1966)
- другие медали.